# Akalat à gorge tachetée
Pellorneum albiventre
Espèce
Statut de conservation UICN

 LC  : Préoccupation mineure
L’Akalat à gorge tachetée (Pellorneum albiventre) est une espèce de passereau de la famille des Pellorneidae. Elle a auparavant été classée dans les familles des Sylviidae et des Timaliidae.

## Répartition
On le trouve au Bangladesh, Bhoutan, Birmanie, Cambodge, Chine, Inde, Laos, Thaïlande, et Vietnam.

## Habitat
Il habite les forêts humides tropicales et subtropicales.

## Sous-espèces
Selon A. Peterson:
- Pellorneum albiventre albiventre (Godwin-Austen) 1877
- Pellorneum albiventre cinnamomeum (Rippon) 1900
- Pellorneum albiventre ignotum Hume 1877
- Pellorneum albiventre pusillum (Delacour) 1927